# Museo-Archivo de Vilasar de Dalt
El Museo-Archivo de Vilasar de Dalt tiene el objetivo de conservar y difundir el patrimonio arqueológico, arquitectónico, histórico, natural y cultural de Vilasar de Dalt (Maresme) y su entorno. Ubicado en la masía de Can Banús, sus fondos se engloban en cuatro colecciones: la arqueológica, la textil, la histórica y el archivo histórico. Constituido en 1961, el Museo-Archivo forma parte de la Red de Museos Locales de la Diputación de Barcelona y es la sede del Centro de Documentación del Parque de la Cordillera Litoral (Parc de la Serralada Litoral, oficialmente y en catalán). Sus fondos se muestran al público mediante exposiciones temporales de producción propia, organizadas por las secciones de historia, fotografía, textil, ciencias naturales y arqueología. El Museo-Archivo gestiona también el yacimiento arqueológico de los hornos romanos de la Fornaca.

## Can Banús
Can Banús es una masía del núcleo urbano que acoge el Museo-Archivo de Vilasar de Dalt desde 1974. Está documentada en el siglo XIV como Mas Canal, como Mas Serra en los siglos XV y XVI y como Can Banús desde el siglo XVII. Conserva dos ventanales góticos y la puerta principal con arco, así como el jardín romántico.

## Fondo

### Colección arqueológica
La colección arqueológica es la más antigua de la institución y la única que dispone de una sala de exposición temporal de larga duración que usa los elementos más destacados para ilustrar las exposiciones organizadas por la Sección Arqueológica.  La mayoría de los elementos proceden de excavaciones de ámbito local de yacimientos neolíticos, iberos, romanos y de época medieval.

### Colección textil
La colección textil reúne un magnífico conjunto de máquinas y utillaje de dicha industria recogidos de antiguas fábricas de Vilasar y conservados por la Sección Textil. Los materiales más voluminosos están depositados en Can Manyé.

### Colección histórica
La colección histórica consta de materiales muy diversos, entre los que se hallan ventanales góticos procedentes de derribos, una máquina de fabricación de moneda falsa, herramientas de diversos oficios, placas de nombres de calles y utensilios domésticos.

### Archivo histórico
El archivo histórico está constituido por fondos de procedencias diversas: carteles y programas de actos culturales y festivos del siglo XX, colecciones de pergaminos y documentos de antiguas casas solariegas, documentación de entidades y sindical, la reproducción digitalizada de gran parte del archivo parroquial y colecciones de fotografía, entre otros. Destaca el fondo de la Delegación Local de FET y JONS y del sindicato vertical franquista, así como cerca de cinquenta pergaminos procedentes de casas solariegas de la población.

## Hornos romanos de la Fornaca

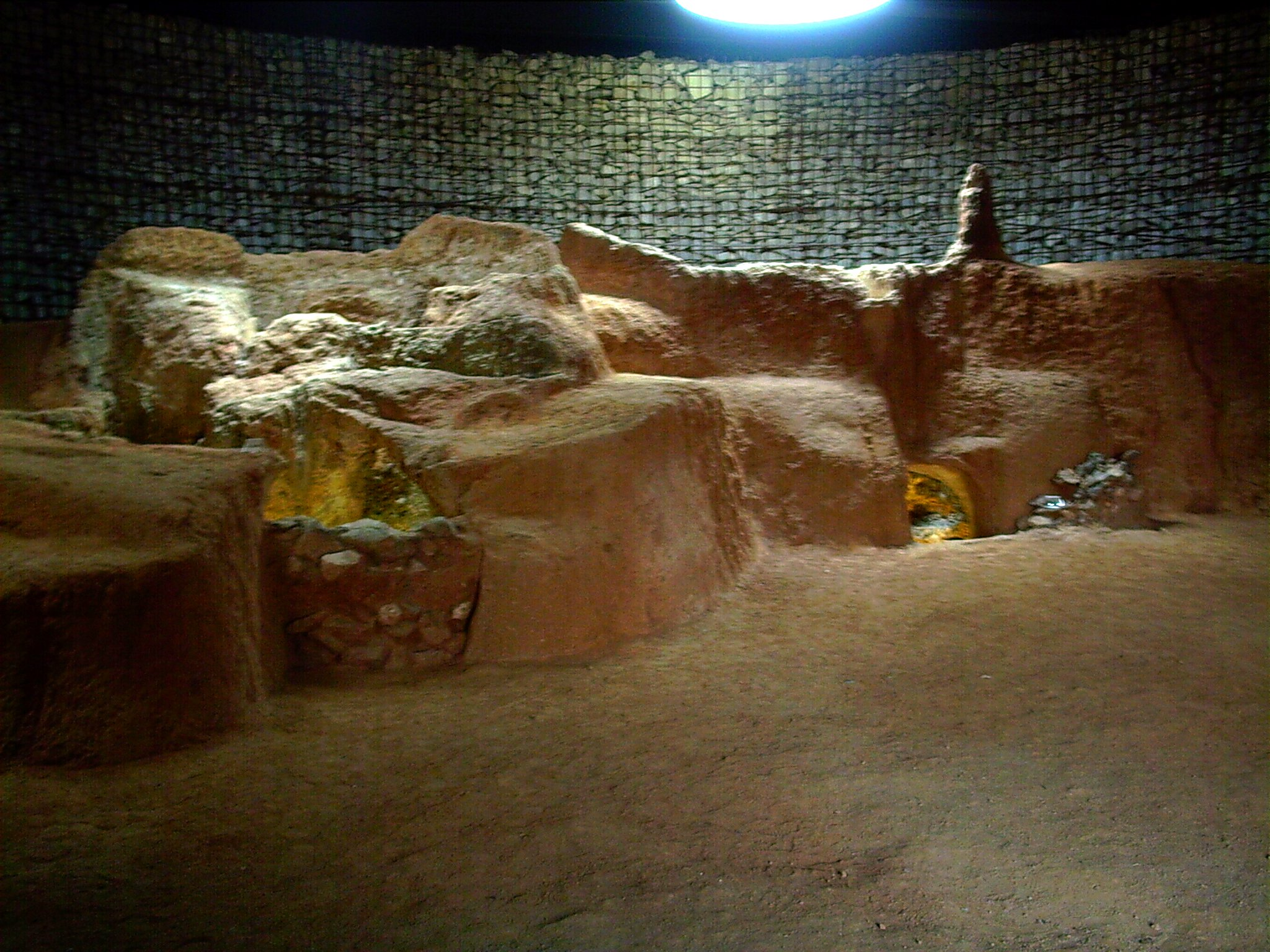
Hornos 1 y 2 de la Fornaca.

La Fornaca de Vilasar de Dalt es un recinto arqueológico que incluye tres hornos romanos dedicados a la producción industrial de material cerámico de gran formato: material de construcción (ímbrex, tégula y ladrillos) y dolia (recipientes de grandes dimensiones).
Su tipología, los materiales encontrados en la excavación y el estudio arqueomagnético de los hornos 1 y 2 permiten fechar la época de actividad de los hornos entre los siglos I y II d. C. El topónimo Fornaca se encuentra documentado por vez primera en el año 1290 en el speculum del castillo de Vilasar.